# Fabio Daprelà
Fabio Daprelà (Zurigo, 19 febbraio 1991) è un calciatore svizzero, difensore svincolato.
Possiede il passaporto italiano.

## Caratteristiche tecniche
Terzino sinistro, può giocare anche come esterno sinistro.

## Carriera

### Club
Non ancora diciassettenne, Daprelà debutta con la maglia del Grasshoppers il 2 febbraio 2008, giocando l'intera partita in casa del Sion.
Nel luglio del 2009 firma un contratto di cinque anni con la società inglese del West Ham United, che lo acquista come sostituto del terzino titolare Hérita Ilunga. Debutterà il 3 gennaio 2010 al posto dell'infortunato Hérita Ilunga nella sconfitta in casa per 1-2 contro l'Arsenal nel terzo turno di FA Cup. Nel frattempo il giovane svizzero si vede assegnata la fascia di capitano della formazione riserve allenata da Alex Dyer, dove dà il meglio di sé.

#### Brescia
Il 30 agosto 2010 viene acquistato dalla società italiana del Brescia, firmando un contratto di cinque anni.

#### Palermo
Il 30 luglio 2013 si trasferisce a titolo definitivo al Palermo, firmando un contratto triennale con opzione per il quarto; il contratto è stato depositato presso la Lega Calcio due giorni dopo. Debutta in maglia rosanero nella prima partita utile, cioè il secondo turno di Coppa Italia vinta per 2-1 sulla Cremonese e disputata l'11 agosto 2013, giocando titolare. Il 3 maggio 2014, dopo la vittoria contro il Novara per 1-0 in trasferta, ottiene la promozione in Serie A – con annessa vittoria del campionato – con cinque giornate d'anticipo. Chiude la stagione con 25 presenze in campionato e 2 in Coppa Italia.
Nel dicembre 2014 è stato prima operato di appendicite acuta, quindi ha subito una regolarizzazione meniscale in artroscopia a seguito dell'infortunio occorsogli durante la partita Torino-Palermo. Torna in campo il 17 gennaio 2015 in Palermo-Roma (1-1).
Il 3 dicembre 2015 viene messo fuori rosa, insieme a Enzo Maresca e Luca Rigoni, per alcune divergenze con il presidente Maurizio Zamparini a seguito della sconfitta casalinga 2-3 contro l'Alessandria nel quarto turno di Coppa Italia.
Il 4 gennaio 2016 rescinde il proprio contratto con il Palermo circa un mese dopo essere rimasto fuori rosa.

#### Carpi e Bari
Il 5 gennaio 2016 viene acquistato dal Carpi con il quale firma un contratto di sei mesi. A fine stagione retrocede in Serie B. 
Il 28 luglio 2016 il Bari annuncia tramite il proprio sito ufficiale di aver acquisito a titolo temporaneo con opzione di riscatto, dal Chievo, il diritto delle prestazioni sportive del calciatore. Debutta il 27 agosto nella prima di campionato persa contro il Cittadella, subentrando a Cassani all'81º minuto. Segna il suo primo gol con i pugliesi il 16 ottobre 2016 alla nona giornata, nella trasferta persa per 3-1 contro il Frosinone. La squadra termina la stagione al 12º posto in classifica.
Nell'estate 2017 torna al Chievo, ma rescinde il proprio contratto il 10 agosto non rientrando nei piani tecnici, rimanendo così svincolato.

#### Lugano
Il 30 agosto 2017 firma un contratto triennale con il Lugano, ritrovando così Pierluigi Tami, suo allenatore già con la nazionale giovanile della Svizzera.

### Nazionale
Titolare della Nazionale Under-17, gioca ogni partita dell'Europeo 2008 partendo sempre come terzino sinistro. Dopo il torneo viene promosso nella Nazionale Under-19, giocando ogni partita dell'Europeo 2009 sebbene non abbia partecipato alle qualificazioni.

## Statistiche

### Presenze e reti nei club
Statistiche aggiornate al 26 maggio 2024.
| Stagione               | Squadra                | Campionato             | Campionato | Campionato | Coppa nazionale | Coppa nazionale | Coppa nazionale | Coppe europee | Coppe europee | Coppe europee | Altre coppe | Altre coppe | Altre coppe | Totale | Totale |
| Stagione               | Squadra                | Comp                   | Pres       | Reti       | Comp            | Pres            | Reti            | Comp          | Pres          | Reti          | Comp        | Pres        | Reti        | Pres   | Reti   |
| ---------------------- | ---------------------- | ---------------------- | ---------- | ---------- | --------------- | --------------- | --------------- | ------------- | ------------- | ------------- | ----------- | ----------- | ----------- | ------ | ------ |
| 2007-2008              | Grasshoppers U21       | 1.L                    | 13         | 0          | -               | -               | -               | -             | -             | -             | -           | -           | -           | 13     | 0      |
| 2008-2009              | Grasshoppers U21       | 1.L                    | 4          | 1          | -               | -               | -               | -             | -             | -             | -           | -           | -           | 4      | 1      |
| Totale Grasshopper U21 | Totale Grasshopper U21 | Totale Grasshopper U21 | 17         | 1          |                 | -               | -               |               | -             | -             |             | -           | -           | 17     | 1      |
| 2007-2008              | Grasshoppers           | SL                     | 11         | 0          | CS              | 0               | 0               | -             | -             | -             | -           | -           | -           | 11     | 0      |
| 2008-2009              | Grasshoppers           | SL                     | 16         | 0          | CS              | 2               | 0               | CU            | 1             | 0             | -           | -           | -           | 19     | 0      |
| lug. 2009              | Grasshoppers           | SL                     | 1          | 0          | CS              | 0               | 0               | -             | -             | -             | -           | -           | -           | 1      | 0      |
| Totale Grasshopper     | Totale Grasshopper     | Totale Grasshopper     | 28         | 0          |                 | 2               | 0               |               | 1             | 0             |             | -           | -           | 31     | 0      |
| lug. 2009-2010         | West Ham               | PL                     | 7          | 0          | FACup+CdL       | 1+0             | 0               | -             | -             | -             | -           | -           | -           | 8      | 0      |
| 2010-2011              | Brescia                | A                      | 10         | 0          | CI              | 1               | 0               | -             | -             | -             | -           | -           | -           | 11     | 0      |
| 2011-2012              | Brescia                | B                      | 30         | 1          | CI              | 1               | 0               | -             | -             | -             | -           | -           | -           | 31     | 1      |
| 2012-2013              | Brescia                | B                      | 36+2       | 4          | CI              | 1               | 0               | -             | -             | -             | -           | -           | -           | 39     | 4      |
| Totale Brescia         | Totale Brescia         | Totale Brescia         | 76+2       | 5+0        |                 | 3               | 0               |               | -             | -             |             | -           | -           | 81     | 5      |
| 2013-2014              | Palermo                | B                      | 25         | 0          | CI              | 2               | 0               | -             | -             | -             | -           | -           | -           | 27     | 0      |
| 2014-2015              | Palermo                | A                      | 22         | 0          | CI              | 0               | 0               | -             | -             | -             | -           | -           | -           | 22     | 0      |
| 2015-gen. 2016         | Palermo                | A                      | 5          | 0          | CI              | 2               | 0               | -             | -             | -             | -           | -           | -           | 7      | 0      |
| Totale Palermo         | Totale Palermo         | Totale Palermo         | 52         | 0          |                 | 4               | 0               |               | -             | -             |             | -           | -           | 56     | 0      |
| gen.-giu. 2016         | Carpi                  | A                      | 2          | 0          | CI              | 0               | 0               | -             | -             | -             | -           | -           | -           | 2      | 0      |
| 2016-2017              | Bari                   | B                      | 27         | 2          | CI              | 0               | 0               | -             | -             | -             | -           | -           | -           | 27     | 2      |
| set. 2017              | Lugano U21             | 2.L                    | 1          | 0          | -               | -               | -               | -             | -             | -             | -           | -           | -           | 1      | 0      |
| 2017-2018              | Lugano                 | SL                     | 21         | 0          | CS              | 2               | 0               | UEL           | 4             | 1             | -           | -           | -           | 26     | 1      |
| 2018-2019              | Lugano                 | SL                     | 24         | 2          | CS              | 2               | 0               | -             | -             | -             | -           | -           | -           | 24     | 2      |
| 2019-2020              | Lugano                 | SL                     | 30         | 1          | CS              | 2               | 0               | UEL           | 6             | 0             | -           | -           | -           | 38     | 1      |
| 2020-2021              | Lugano                 | SL                     | 27         | 2          | CS              | 3               | 0               | -             | -             | -             | -           | -           | -           | 30     | 2      |
| 2021-2022              | Lugano                 | SL                     | 29         | 0          | CS              | 5               | 0               | -             | -             | -             | -           | -           | -           | 34     | 0      |
| 2022-2023              | Lugano                 | SL                     | 25         | 0          | CS              | 5               | 0               | UECL          | 1             | 0             | -           | -           | -           | 31     | 0      |
| Totale Lugano          | Totale Lugano          | Totale Lugano          | 156        | 5          |                 | 19              | 0               |               | 11            | 1             |             | -           | -           | 186    | 6      |
| 2023-2024              | Zurigo                 | SL                     | 25         | 0          | CS              | 0               | 0               | -             | -             | -             | -           | -           | -           | 25     | 0      |
| Totale carriera        | Totale carriera        | Totale carriera        | 391+2      | 11         |                 | 29              | 0               |               | 12            | 1             |             | -           | -           | 434    | 12     |

### Cronologia presenze e reti in nazionale
| Cronologia completa delle presenze e delle reti in nazionale ― Svizzera under 21 | Cronologia completa delle presenze e delle reti in nazionale ― Svizzera under 21 | Cronologia completa delle presenze e delle reti in nazionale ― Svizzera under 21 | Cronologia completa delle presenze e delle reti in nazionale ― Svizzera under 21 | Cronologia completa delle presenze e delle reti in nazionale ― Svizzera under 21 | Cronologia completa delle presenze e delle reti in nazionale ― Svizzera under 21 | Cronologia completa delle presenze e delle reti in nazionale ― Svizzera under 21 | Cronologia completa delle presenze e delle reti in nazionale ― Svizzera under 21 |
| Data                                                                             | Città                                                                            | In casa                                                                          | Risultato                                                                        | Ospiti                                                                           | Competizione                                                                     | Reti                                                                             | Note                                                                             |
| -------------------------------------------------------------------------------- | -------------------------------------------------------------------------------- | -------------------------------------------------------------------------------- | -------------------------------------------------------------------------------- | -------------------------------------------------------------------------------- | -------------------------------------------------------------------------------- | -------------------------------------------------------------------------------- | -------------------------------------------------------------------------------- |
| 11-8-2010                                                                        | Winterthur                                                                       | Svizzera under 21                                                                | 0 – 1                                                                            | Grecia under 21                                                                  | Amichevole                                                                       | -                                                                                | 45’                                                                              |
| 3-9-2010                                                                         | Lugano                                                                           | Svizzera under 21                                                                | 1 – 0                                                                            | Irlanda under 21                                                                 | Qual. Europeo Under-21 2011                                                      | -                                                                                |                                                                                  |
| 7-10-2010                                                                        | Sion                                                                             | Svizzera under 21                                                                | 4 – 1                                                                            | Svezia under 21                                                                  | Qual. Europeo Under-21 2011                                                      | -                                                                                | 70’ 72’                                                                          |
| 11-10-2010                                                                       | Malmö                                                                            | Svezia under 21                                                                  | 1 – 1                                                                            | Svizzera under 21                                                                | Qual. Europeo Under-21 2011                                                      | -                                                                                | 37’                                                                              |
| 9-2-2011                                                                         | Malta                                                                            | Ucraina under 21                                                                 | 1 – 1                                                                            | Svizzera under 21                                                                | Amichevole                                                                       | -                                                                                | 85’                                                                              |
| 25-3-2011                                                                        | Dammam                                                                           | Arabia Saudita under 23                                                          | 1 – 2                                                                            | Svizzera under 21                                                                | Amichevole                                                                       | -                                                                                |                                                                                  |
| 29-3-2011                                                                        | Doha                                                                             | Qatar under 23                                                                   | 3 – 5                                                                            | Svizzera under 21                                                                | Amichevole                                                                       | -                                                                                |                                                                                  |
| 18-6-2011                                                                        | Aarhus                                                                           | Svizzera under 21                                                                | 3 – 0                                                                            | Bielorussia under 21                                                             | Europeo Under-21 2011 - 1º turno                                                 | -                                                                                | 75’                                                                              |
| 10-8-2011                                                                        | Varese                                                                           | Italia under 21                                                                  | 1 – 1                                                                            | Svizzera under 21                                                                | Amichevole                                                                       | -                                                                                | 78’                                                                              |
| 1-9-2011                                                                         | Tallinn                                                                          | Estonia under 21                                                                 | 0 – 0                                                                            | Svizzera under 21                                                                | Qual. Europeo Under-21 2013                                                      | -                                                                                | 61’                                                                              |
| 5-9-2011                                                                         | Sion                                                                             | Svizzera under 21                                                                | 4 – 0                                                                            | Croazia under 21                                                                 | Qual. Europeo Under-21 2013                                                      | -                                                                                |                                                                                  |
| 7-10-2011                                                                        | Tbilisi                                                                          | Georgia under 21                                                                 | 0 – 1                                                                            | Svizzera under 21                                                                | Qual. Europeo Under-21 2013                                                      | -                                                                                |                                                                                  |
| 10-11-2011                                                                       | Lugano                                                                           | Svizzera under 21                                                                | 5 – 0                                                                            | Georgia under 21                                                                 | Qual. Europeo Under-21 2013                                                      | -                                                                                | 61’                                                                              |
| 14-11-2011                                                                       | Cordova                                                                          | Spagna under 21                                                                  | 3 – 0                                                                            | Svizzera under 21                                                                | Qual. Europeo Under-21 2013                                                      | -                                                                                | 25’                                                                              |
| 6-9-2012                                                                         | Sion                                                                             | Svizzera under 21                                                                | 0 – 0                                                                            | Spagna under 21                                                                  | Qual. Europeo Under-21 2013                                                      | -                                                                                |                                                                                  |
| 10-9-2012                                                                        | Thun                                                                             | Svizzera under 21                                                                | 3 – 0                                                                            | Estonia under 21                                                                 | Qual. Europeo Under-21 2013                                                      | -                                                                                |                                                                                  |
| 12-10-2012                                                                       | Leverkusen                                                                       | Germania under 21                                                                | 1 – 1                                                                            | Svizzera under 21                                                                | Qual. Europeo Under-21 2013                                                      | -                                                                                |                                                                                  |
| 16-10-2012                                                                       | Lucerna                                                                          | Svizzera under 21                                                                | 1 – 3                                                                            | Germania under 21                                                                | Qual. Europeo Under-21 2013                                                      | -                                                                                | 78’                                                                              |
| Totale                                                                           |                                                                                  | Presenze                                                                         | 18                                                                               |                                                                                  | Reti                                                                             | 0                                                                                |                                                                                  |

## Palmarès

### Club

#### Competizioni nazionali
- Campionato italiano di Serie B: 1

Palermo: 2013-2014
- Coppa Svizzera: 1

Lugano: 2021-2022